# Dezső Novák
Dezső Novák (3. února 1939, Ják – 26. února 2014) byl maďarský fotbalista. Hrával na pozici obránce.
S maďarskou reprezentací získal bronzovou medaili na mistrovství Evropy roku 1964, na němž byl zařazen i do all-stars týmu turnaje. Má také tři medaile z fotbalového turnaje olympijských her, dvě zlaté (1964, 1968), jednu bronzovou (1960). Celkem za národní tým odehrál 9 utkání, v nichž vstřelil 3 branky.
S Ferencvárosem Budapešť se stal čtyřikrát mistrem Maďarska (1962/63, 1964, 1967, 1968) a jednou získal maďarský pohár (1972). V sezóně 1964/65 s ním vyhrál Veletržní pohár, předchůdce Poháru UEFA.